# AZERTY

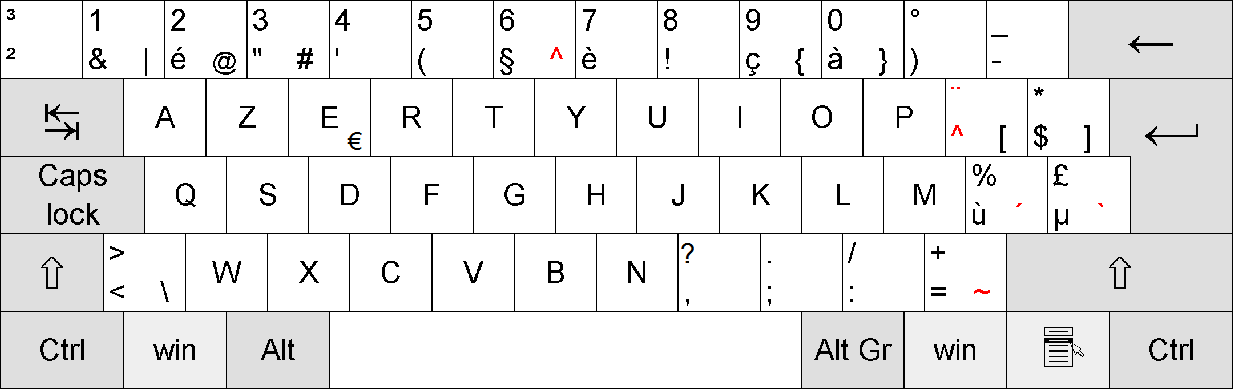
Diagrama que mostra la disposició de les tecles en un teclat AZERTY

El teclat AZERTY és una distribució de teclat d'ordinador usat en alguns països de parla francesa. Es diferencia del teclat QWERTY en què:
- La A i la Q estan intercanviades.
- La Z i la W estan intercanviades.
- La M es mou de la dreta de N a la dreta de L (en lloc de coma / punt i coma (US), Ñ (ES), etc.).
- Els dígits 1-0 de la fila superior ocupen les mateixes tecles, però per escriure'ls cal prémer shift (majúscules). La posició per defecte es fa servir per mostrar vocals accentuades en minúscules.

El teclat francès AZERTY en Windows no compleix amb els estàndards de la llengua francesa. La Impremta Nacional de França recomana l'ús de majúscules accentuades, però no hi ha tecles dedicades per mostrar À Ç É È, les lligams œ Œ æ Æ o les marques de cita franceses «» (els processadors de text en francès majoritàriament converteixen aquests caràcters les cometes dobles)A més té símbols, tant en estat normal com pressionat majúscules, que rarament es fan servir (per exemple § μ ²), que podrien transferir al mapa de teclat amb AltGr premut. En un teclat US, la tecla a l'esquerra de gener ve amb accent greu / accent (`/ ~) (º / ª ES,` / ¬ UK), però un AZERTY belga produeix ² / ³.
Hi ha les següents disposicions de teclat AZERTY francès o belga: a la dècada dels 80 es crea aquesta variant sobre el francès, on alguns símbols canvien de posició (?! @ - _ + = §).
En països on es parla un altre idioma a més de francès es fan servir altres distribucions de teclat, fins i tot per escriure francès.
- Canadà
  - Teclat francocanadenc, QWERTY. Dissenyat per escriure principalment en francès, i també en anglès.
  - Teclat canadenc multilingüe, QWERTY. Dissenyat per escriure principalment en anglès i secundàriament en francès.
- Suïssa
  - Teclat francosuís, QWERTZ. Dissenyat per escriure principalment en francès i també en alemany.
  - Teclat suís alemany, QWERTZ. Dissenyat per escriure principalment en alemany i també en francès